# Финаков, Константин Кириллович
Константин Кириллович Финаков (1921—1945) — участник Великой Отечественной войны, старший сержант, Герой Советского Союза (1943).

## Биография
Константин Финаков родился 17 февраля 1921 года в деревне Колпа.
После окончания семи классов школы заведовал клубом в колхозе. В 1940 году Финаков был призван на службу в РККА. Окончил полковую школу. С начала Великой Отечественной войны находился на её фронтах. В боях три раза был ранен.
К сентябрю 1943 года старший сержант Константин Финаков командовал радиоотделением 1-го мотострелкового батальона 69-й механизированной бригады 9-го механизированного корпуса 3-й гвардейской танковой армии Воронежского фронта. Отличился во время битвы за Днепр; 22 сентября 1943 года отделение Финакова переправилось через Днепр в районе села Зарубинцы Монастырищенского района Черкасской области Украинской ССР и поддерживал бесперебойную связь между командованием и подразделениями бригады, оперативно устранял повреждения на линиях связи.
Указом Президиума Верховного Совета СССР от 17 ноября 1943 года за «успешное форсирование реки Днепр, прочное закрепление плацдарма на западном берегу реки Днепр и проявленные при этом отвагу и геройство» старший сержант Константин Финаков был удостоен высокого звания Героя Советского Союза с вручением ордена Ленина и медали «Золотая Звезда» за номером 2100.
4 февраля 1945 года Финаков погиб в бою на территории Польши. Похоронен в населённом пункте Адамовец Опольского воеводства Польши.

## Награды
Был также награждён орденами Отечественной войны 2-й степени и Славы 3-й степени, рядом медалей.

## Память
В честь Финакова названа улица и установлен бюст в селе Немеричи Дятьковского района.